# Platypalpus guangdongensis
Platypalpus guangdongensis är en tvåvingeart som beskrevs av Yang 2006. Platypalpus guangdongensis ingår i släktet Platypalpus och familjen puckeldansflugor. Inga underarter finns listade i Catalogue of Life.